# Istočnocelebeski jezici
Istočnocelebeski jezici, prema najnovijoj klasifikaciji jedna od 4 glavne skupine ili grane celebeskih jezika, šira malajsko-polinezijska porodica, koja obuhvaća jezike na području Celebesa (Sulawesi)) u Indoneziji. Dijele se na dva glavna ogranka saluan-banggai sa (6) jezika i jugoistone sa (27) jezika, koji se dalje dijele na bungku-tolaki jezike (15) i muna-buton (12).

## Klasifikacija
austronezijski  (1257)
Malajsko-polinezijski  (1237)
celebeski (64)
istočnocelebeski jezici (33): Saluan-Banggai (6), jugoistočni (27).